# Ministère de la Femme et de l'Égalité de genre
Le ministère de la Femme et de l'Égalité de genre (Ministerio del Poder Popular para la Mujer y la Igualdad de Género, en espagnol, littéralement, « ministère du Pouvoir populaire pour la Femme et l'Égalité de genre ») est un ministère du gouvernement du Venezuela, créé en 2009. 

## Chronologie
Le ministère est créé selon les décrets n°6663 et 6665 parus au Journal Officiel n°39156 du 13 avril 2009. Dans certaines de ses attributions, il succède au ministère de la Famille établi de 1989 à 1999.

## Liste des ministres de la Femme et de l'Égalité de genre
| Image       | Nom               | Parti | Début            | Fin              |
| ----------- | ----------------- | ----- | ---------------- | ---------------- |
| Diva Guzmán | Yelitze Santaella | PSUV  | 2025             |                  |
| Diva Guzmán | Jhoanna Carrillo  | PSUV  | 2024             | 2025             |
| Diva Guzmán | Diva Guzmán       | PSUV  | 9 février 2022   | 2024             |
|             | Margaud Godoy     | PSUV  | 19 août 2021     | 29 janvier 2022  |
|             | Carolys Pérez     |       | 4 septembre 2020 | 19 août 2021     |
|             | Asia Villegas     | PSUV  | 12 août 2019     | 4 septembre 2020 |
|             | Caryl Bertho      | PSUV  | 14 juin 2018     | 6 juin 2019      |
|             | Blanca Eekhout    | PSUV  | 1er octobre 2016 | 14 juin 2018     |
|             | Gladys Requena    | PSUV  | 28 avril 2015    | 1er octobre 2016 |
|             | Andreína Tarazón  | PSUV  | 21 avril 2013    | 2015             |
|             | Nancy Pérez       | PSUV  | juin 2010        | 2013             |
|             | María León        | PSUV  | 13 avril 2009    | 25 juin 2010     |